# Pakosław (gmina)
Pakosław (do 1954 gmina Chojno) – gmina wiejska w województwie wielkopolskim, w powiecie rawickim. W latach 1975–1998 gmina położona była w województwie leszczyńskim. Gmina siostrzana francuskiej gminy Moult-Chicheboville.
Siedziba gminy to Pakosław.
Według danych z 30 czerwca 2004 gminę zamieszkiwały 4584 osoby.

## Struktura powierzchni
Według danych z roku 2002 gmina Pakosław ma obszar 77,54 km², w tym:
- użytki rolne: 71%
- użytki leśne: 22%

Gmina stanowi 14,02% powierzchni powiatu.

## Demografia

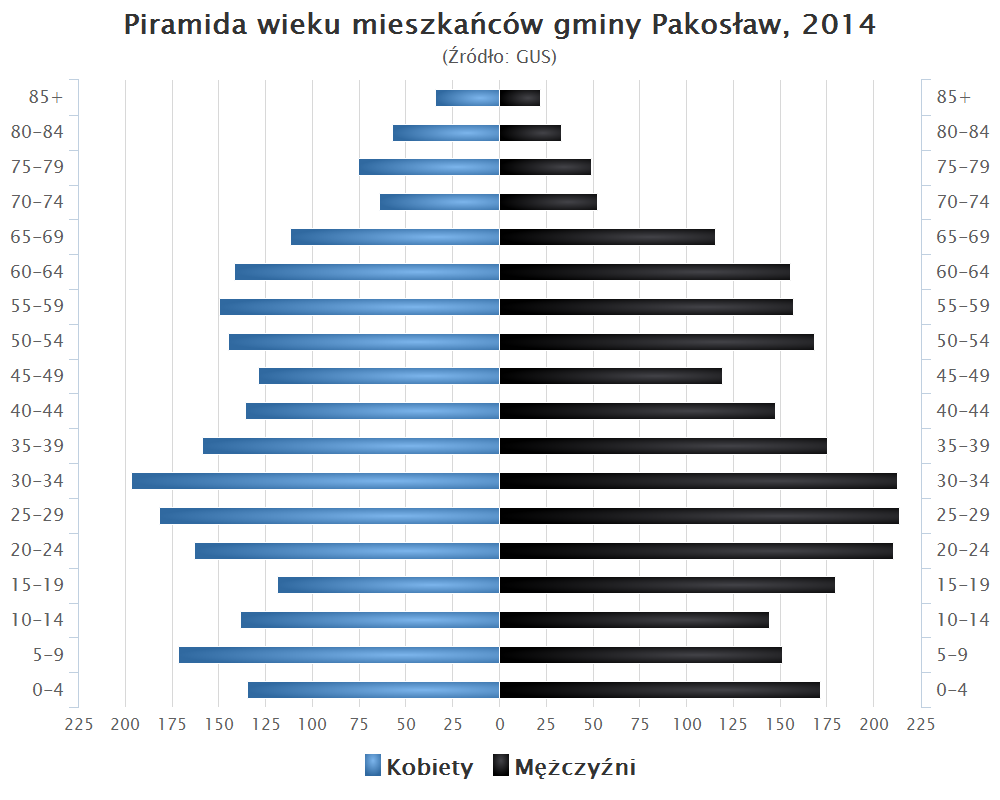
Piramida wieku mieszkańców gminy Pakosław w 2014 roku

Dane z 30 czerwca 2004:
| Opis                              | Ogółem | Ogółem | Kobiety | Kobiety | Mężczyźni | Mężczyźni |
| --------------------------------- | ------ | ------ | ------- | ------- | --------- | --------- |
| jednostka                         | osób   | %      | osób    | %       | osób      | %         |
| populacja                         | 4584   | 100    | 2229    | 48,6    | 2355      | 51,4      |
| gęstość zaludnienia (mieszk./km²) | 59,1   | 59,1   | 28,7    | 28,7    | 30,4      | 30,4      |

## Sołectwa
Białykał, Chojno, Golejewko, Golejewo, Góreczki Wielkie, Kubeczki, Niedźwiadki, Osiek, Ostrobudki, Pakosław, Podborowo, Pomocno, Sowy, Sworowo, Zaorle.

## Pozostałe miejscowości
Dębionka, Halin, Skrzyptowo, Zielony Dąb.

## Sąsiednie gminy
Jutrosin, Miejska Górka, Milicz, Rawicz